# عبد الرحمن المغربي
عبد الرحمن المغربي واسمه الحقيقي محمد أباطاي هو عضو في تنظيم القاعدة ومدير التنظيم في جمهورية إيران، وكان مديراً لمؤسسة السحاب التي هي منبر إعلامي للتنظيم، وهو صهرٌ لأيمن الظواهري وكبير مستشاريه، وكان عبد الرحمن مديراً لتنظيم القاعدة في أفغانستان وباكستان منذ سنة 2012، ثم انتقل إلى إيران، مواصلاً الإشراف على نشاط التنظيم في العالم، وفي 12 كانون الثاني/يناير سنة 2021، أعلنت وزارة الخارجية الأمريكية عن تصنيفها للمغربي إرهابياً عالمياً بموجب الأمر التنفيذي رقم 13224، بصيغته المعدلة، وتعهدت بمكافأة قدرها يبلغ إلى 7 ملايين دولار لمن يدلي لهم بأي معلومات عن المغربي.